# Anette Schneckenberger
Anette Schneckenberger (geboren 1964) ist eine deutsche Juristin und Richterin. 2019 wurde sie vom Niedersächsischen Landtag für eine siebenjährige Amtszeit als Richterin an den Niedersächsischen Staatsgerichtshof gewählt.

## Beruflicher Werdegang
Ab dem Jahr 2000 war Anette Schneckenberger Richterin am Amtsgericht Meppen.
2015 kandidierte sie für den Deutschen Richterbund für den Bezirksrichterrat Oldenburg.
2016 wurde sie Direktorin des Amtsgerichts Meppen. Damit steht zum ersten Mal eine Frau an der Spitze dieses Gerichts.
2019 schlug der Wahlausschuss dem Landtag Anette Schneckenberger für die Amtszeit vom 24. September 2019 bis zum 23. September 2026 zur Wahl zum stellvertretenden Mitglied des Niedersächsischen Staatsgerichtshofs vor. Sie wurde gewählt und am 23. Oktober 2019 vereidigt.

## Ämter und Mitgliedschaften
- Mitglied des Beirats von donum vitae Emsland e.V.[5]

## Publikationen (Auswahl)
- Mitautorin von Bernhard Weiner, Sabine Ferber (Herausgeber): Handbuch des Adhäsionsverfahrens. Nomos Verlag, 2. Auflage 2016, ISBN 978-3-8487-3129-9